# قره‌زینال‌لی
قره‌زینال‌لی (به لاتین: Qarazeynallı) یک منطقهٔ مسکونی در جمهوری آذربایجان است که در شهرستان آغ‌دام واقع شده‌است.